# Llac de Bolsena
El llac de Bolsena (en llatí: Lacus Volsinii o Vilsiniensis) és un llac de cràter de formació volcànica, situat al centre d'Itàlia. Al seu interior hi ha dues illes (Martana i Bisentina). Està a la part nord de la província de Viterbo, a la vora de l'antiga via Càssia i a pocs quilòmetres del Mont Amiata. És el llac d'origen volcànic més gran d'Europa.
Un terç del llac fou donat a l'Església per la família Alberici d'Orvieto; a canvi, el bisbe els donava tres vegades a l'any, dotze quilos de peix pescats al llac.

## Formació del llac
El llac es va originar fa 370.000 anys en una caldera d'un complex volcànic format per set volcans (actuals monts Volsini). Arran d'una explosió volcànica violenta el cràter s'esfondrà sobre si mateix, creant una enorme caldera que és anar cobrint gradualment per les aigües del futur llac. Les empremtes d'aquests antics cràters s'han mantingut al llarg del costat de l'illa i a la vall de Bisentina Latera. El volcà fou per darrera vegada actiu el 104 aC. Té forma oval i 113,5 km² de superfície. Se situa a una altitud de 305 metres sobre el nivell del mar i té una profunditat màxima de 151 metres (81 m de mitjana).

## Descripció

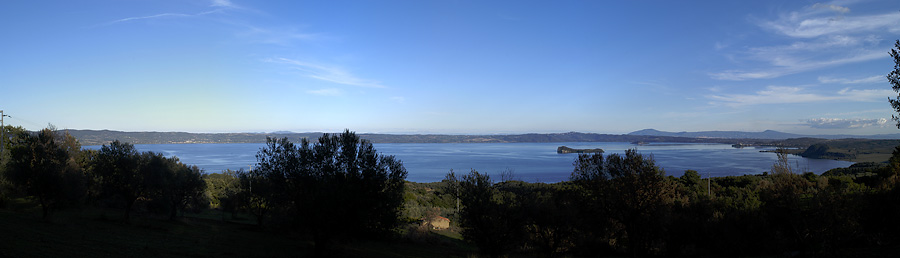
Panoràmica del llac de Bolsena

Les ribes del llac són generalment baixes i sorrenques, amb una sorra de color negre residu de l'antic volcà, en alguns trams formen aiguamolls. De tant en tant hi ha petites penínsules. Els promontoris són pocs: el Mont Bisenzio cap a l'oest, els Monts Volsini, la Punta San Bernardino, la península de Capodimonte i la punta de Sant'Antonio. La resta de la riba és una zona tranquil·la on es practica la pesca, hi ha horts juntament amb conreus d'oliveres i vinyes. També hi ha boscos de roures, castanyers, salzes i extensions de canyissars on troben refugi molts ocells. Als arbres sovint es pengen a assecar les xarxes de pesca, al costat dels vaixells, el mateix tipus que han fet servir durant segles, amb rems i la part posterior asimètrica que actua com a timó i que es maniobra estant de peus. El turisme i els assentaments humans es concentren al llarg de la costa est i al sud, on hi ha tres ciutats costaneres (Bolsena, Marta, Capodimonte). La costa nord és la més baixa, mentre que l'oest és més salvatge i solitària. En els últims anys, el llac ha vist un alarmant augment del seu nivell que està erosionant la platja i amb freqüència, a causa de les fortes pluges d'hivern, inunda els camps i llogarets de les ribes, causant danys considerables.
El 2006, el nivell del llac es va acostar als camins de terra de la costa. Per a tornar a nivells normals, només hi ha una sortida, el riu Marta, controlat per comportes que ajusten el flux d'aigua. Un detall del llac és la presència de seixes, produïdes per canvis específics en el nivell del llac, sobretot són importants les que marquen elevacions impredictibles i inexplicables. Una seixa va assolir l'any 2000 una caiguda d'uns 50 cm.

## Fauna
Per la biodiversitat existent al llac de Bolsena, ha estat proposat com a lloc d'interès comunitari.
Hi ha moltes espècies de peixos nadius: el lluç de riu, la tenca, el joell, el besuc, la llissera, el protochondrostoma genei, el cranc de riu de potes blanques, el cranc d'aigua dolça, i les anguiles que, segons Dante havien d'atacar al Papa Martí IV.
D'altres han espècies que han estat introduïdes són: el peix sol, el peix gat negre, el coregoni, la perca de riu, la perca americana, la carpa i l'alosa.
L'abundància de peixos i la natura verge han atret espècies d'aus aquàtiques de tota classe que s'aturen al llac durant la migració. Els exemplars que s'han vist són: el morell cap-roig, el xibec, la fotja, el cabussó emplomallat, el cabusset, el martinet blanc i el bernat pescaire, espècies típiques del nord d'Europa. Entre les aus que resideixen permanentment aquí, estan: els coloms, les gavines i cignes. Entre les espècies que nien en les canyes hi ha ardèids petits, balquers i la boscarla de canyar, dues espècies d'aus que fan els nius teixint joncs, mentre que el cabussó emplomallat crea plataformes flotants per fer el niu. Els depredadors més comuns són el corb marí gros i la gavia, una au amb prou feines present a Itàlia que van arribar aquí espontàniament des de França.
Altres habitants comuns de les ribes del llac són el bufo, la granota, la serp de collaret, el tritó i la tortuga d'estany.

## Clima
El clima és relativament temperat, sobretot a la riba sud. Durant l'hivern el fort vent del nord causa onatge que xoca i forma espectaculars caramells penjant dels arbres i les fonts.
Aquesta característica és típica de la riba sud als municipis de Marta i Capodimonte però també s'ha presenciat a Montefiascone i han esdevingut encara més espectaculars els anys que el llac ha tingut un nivell d'aigua més alt.

## El riu Marta
El llac de Bolsena, des de la ciutat de Marta, desguassa formant un riu que acaba a la mar Tirrena. Després de creuar els municipis de Marta, Tuscània i Tarquínia, es troba amb el mar. A una bella zona entre la desembocadura del riu Marta i el riu Mignone, es va establir la Reserva Natural de Poblacions Animals anomenada "Salina Tarquinia". El cabal del riu està regulat pels unes comportes en una presa, capaços de regular el flux d'aigua.

## Ocupació humana

### Prehistòria
Les ribes del llac Bolsena van començar a tenir assentaments humans cap a finals del Neolític, la forma d'habitatge era el palafit. Va continuar estant poblat durant l'edat del ferro i la del bronze però estaven fortament condicionats a les variacions del nivell de l'aigua i, en conseqüència, a la posició de la riba.

### Cultura vil·lanoviana i etrusca

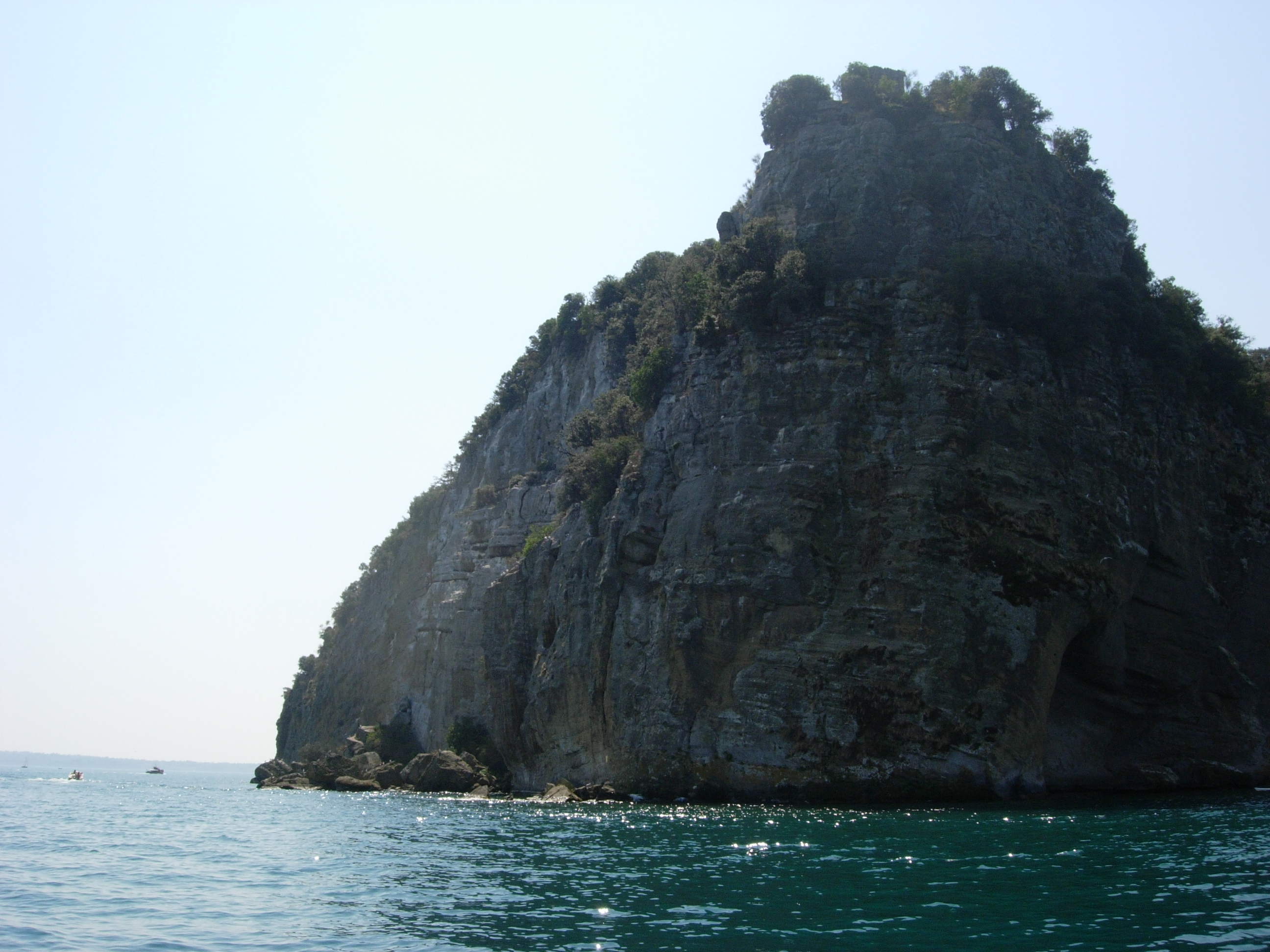
L'escullera on estava l'antiga Visentum

S'han trobat restes arqueològiques que identifiquen la presència de la cultura vil·lanoviana, els seus nuclis de població eren: Visentum (Bisenzio) i Volsinii (Bolsena) que van assolir un notable grau de riquesa i benestar. Amb els etruscs, la rodalia del llac va viure un període de gran esplendor: segons algunes hipòtesis a la seva riba estava el Fanum Voltumnae («temple de Vertumne»), un santuari on es trobaven cada any les dotze ciutats de la Confederació Etrusca. Durant aquest període va haver un enfrontament entre les dues ciutats rivals que volien tenir el control sobre el llac i Volsinii en va sortir vencedora.

### Època romana
Els romans van arribar aquí el 264 aC, quan van ocupar i van destruir Volsinii i Visentum després d'un setge que semblava interminable. Les dues ciutats van ser reconstruïdes i repoblades per ciutadans romans. El llac és esmentat per Plini en el seu Naturalis Història i a finals de l'imperi en la dramàtica història de Santa Cristina, una màrtir cristiana del segle iii que posteriorment seria proclamada patrona del llac.

### L'Edat Mitjana
Els longobards i els sarraïns van portar els seus exèrcits aquí i van saquejar els principals centres urbans. Bolsena va ser saquejada i un grup de persones va traslladar les restes de Santa Cristina a l'illa Martana. Bisenzio fou destruïda i el seu bisbat es va traslladar a Castro. El rei got Teodat, va fer que empresonessin a l'illa Martana i matessin la seva cosina Amalasunta filla de Teodoric el Gran. L'Edat Mitjana va ser per al llac un període de tristesa i decadència. A partir del segle xii, les terres del llac van ser disputades entre les localitats d'Orvieto, Viterbo, l'Església i els poderosos senyors feudals de Bisenzio. Els pobles de la riba van viure un període de declivi constant, i van patir saquejos freqüents. El gran poeta Francesco Petrarca, va ser copejat per la greu situació i va demanar al papa Climent VI la seva intervenció. Climent VI va enviar el cardenal Albornoz, que va aconseguir portar el llac sota el control de l'Església, però el descontentament de la gent era tal que es van desencadenar violents disturbis i rebel·lions.

### El Ducat de Castro

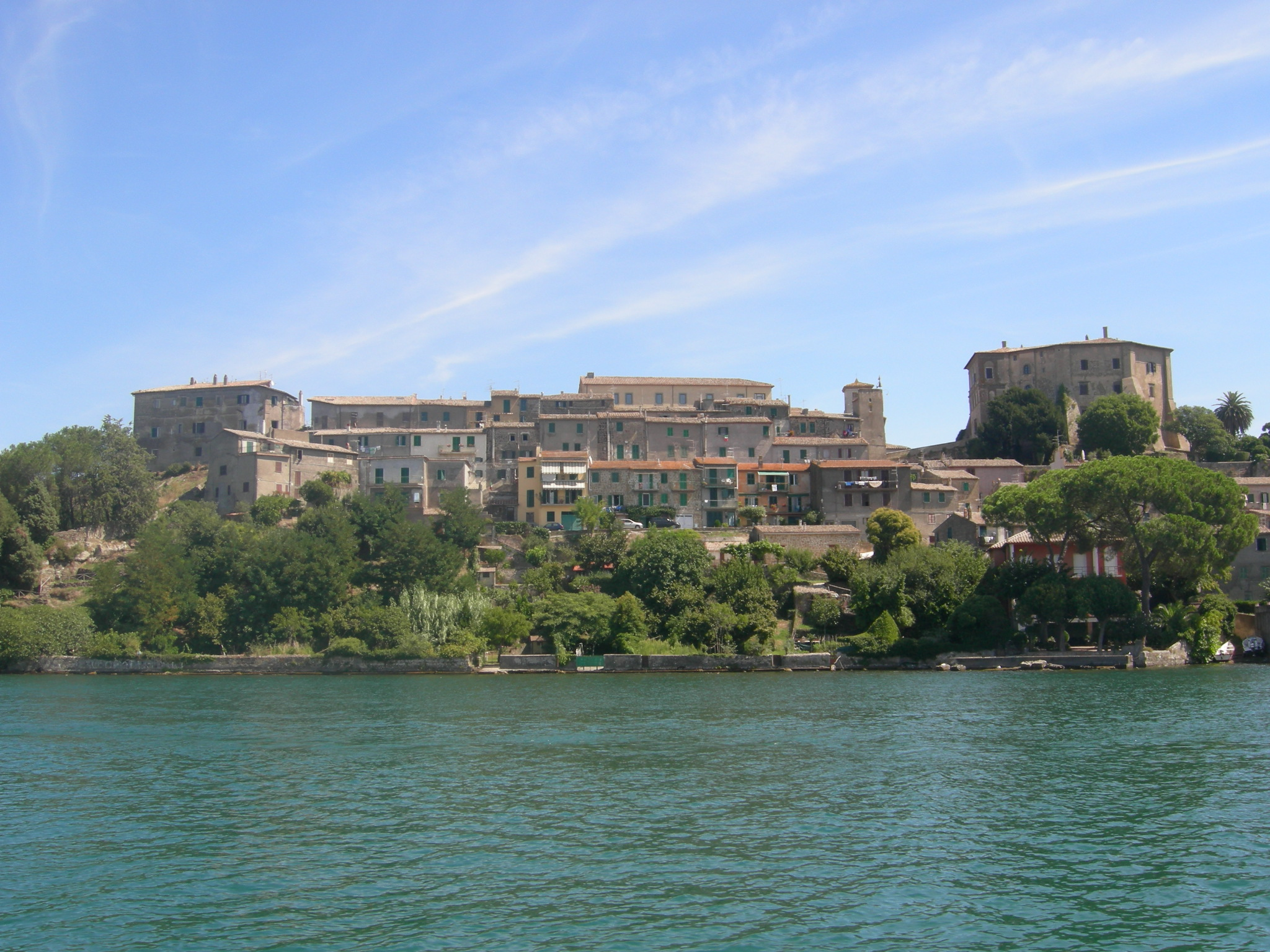
Capodimonte, ciutat preferida pels Farnese

Amb el retorn del Papa a Roma, li va permetre consolidar els seus dominis a l'àrea del llac. La ciutat de Montefiascone va conèixer una època de gran desenvolupament, esdevenint el refugi de nombrosos pontífex.
El 1537 el papa Pau III va crear el Ducat de Castro i va posar com a governant el seu fill Pere Lluís Farnese. A partir de llavors, a les vores del llac, s'inicia un nou període de grandesa i esplendor. S'hi construeixen palaus i residències senyorials de famílies nobles romanes, ja que els Farnese posen de moda estiuejar aquí, apartats de la calor sufocant de Roma. El 1649 Ranuccio Farnese havia adquirit tants deutes, que va haver de tornar el domi a l'Església.

### Després del ducat fins a la unificació
Al segle xvii el llac va estar governat pel cardenal Marcantonio Barbarigo, que va aprovar l'obra de santa Lucia Filippini fundadora d'un orde (l'Ordine delle Maestre Pie) dedicada a l'assistència religiosa i educativa de nens, pobres i desnonats. Al segle xviii el nivell de l'aigua va pujar notablement, causant la inundació i embassament de les ribes més baixes i això va portar la difusió de la malària. Com a conseqüència es van abandonar les ciutats de Bisenzio (territori que acabaria unit al de Capodimonte el 1816) i el Borghetto (que es va unir al de Grotte di Castro el 1745). Els habitants de San Lorenzo es van traslladar a un turó veí formant San Lorenzo Nuovo. El 1860 un destacament de Giuseppe Garibaldi va arribar a Talamone i va provar d'aixecar una revolta popular, ocupant la fortalesa de Valentano. La temptativa va fallar ja fos per l'hostilitat dels habitants del llac o per la intervenció decisiva de les forces pontifícies. No obstant això, l'àrea del llac va passar a formar part del Regne d'Itàlia el 1871.

### Des de la unificació fins a l'actualitat
Després de la unificació italiana i l'aparició de nous impostos les condicions de vida dels pescadors i camperols del llac de Bolsena no van millorar i va aparèixer el fenomen del brigantaggio («bandolerisme»). El bandoler més famós va ser Domenico Tiburzi que s'amagava a la Selva de san Magno, però aquesta pràctica delictiva va ser frustrada per la policia a començaments del segle xx. Els anys següents d'aquest segle van estar marcats per moltes intervencions públiques, com ara la recuperació de la Via Càssia, l'arribada de l'aigua corrent i l'electricitat. El llac, durant la Segona Guerra Mundial va oferir refugi a molts italians que fugien de Toscana, d'Orvieto, Viterbo i Roma. En els anys següents s'hi va experimentar una crisi econòmica i una lenta però constant disminució de la població a causa de l'abandonament de camps i pobles. Avui el llac està en una situació confusa: per una banda, la crisi continua, amb una taxa de desocupació de les més altes al Laci, l'envelliment general de la població, l'èxode de molts joves que es desplacen cercant feina, però per altra banda no manquen signes encoratjadors. La indústria és completament inexistent si no es tenen en compte petites empreses artesanals a nivell familiar i diverses cooperatives agrícoles o de processament de peix. El recurs més important per al futur és el turisme, que alhora que atreu l'ingrés de diners a la zona està bloquejat per la falta de connexions apropiades (l'estació d'autobusos i l'autopista més properes estan a Orvieto, a 21 km de distància del llac). Els turistes són majoritàriament estrangers, sobretot alemanys, holandesos, francesos i alguns italians procedents principalment d'Umbria, Toscana i Roma.

## Les illes

### Illa Bisentina

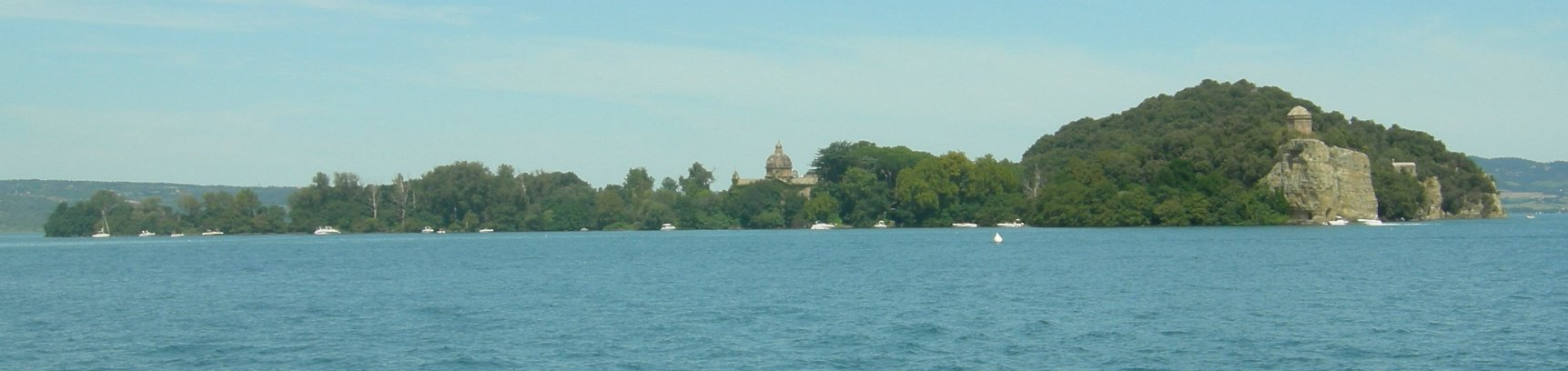
L'illa Bisentina

L'illa Bisentina és la més gran (17 hm²) i es pot circumnavegar amb els vaixells turístics que parteixen des del port de Bolsena i del port de Capodimonte. Conserva una naturalesa quasi verge, amb densos boscos de roure, jardins italians, bells paisatges i monuments. Entre els edificis destacats està l'església dels Sants Jaume i Cristòfor, amb la imponent cúpula dissenyada per Vignola, observable des de la riba occidental del llac i el monestir franciscà. Hi ha set esglésies a l'illa, entre les quals destaquen: la Rocchina (el nom ve del fet que reprodueix, a mida petita, la fortalesa (en italià rocca) a la riba de Capodimonte), l'església de Santa Caterina i la capella del Crucifix amb frescos del segle xv. Aquí hi havia una presó anomenada Malta dei Papa, excavada sota terra i emprada per recloure els condemnats per heretgia, els quals només tenien un sol forat petit perquè hi entrés la llum. A l'illa Bisentina hi ha, a més, dues estàtues, una d'elles representa un lleó monumental i està en al cim de les escales que condueixen al Mont Tabor, l'altra és més grossa i està a la banda oriental. A dalt del Tabor hi ha un antic colomar i des d'allà es poden veure els penya-segats rocallosos de la costa est o la costa sud, cap al poble de Capodimonte. Al segle ix s'hi van establir alguns habitants de la propera Bisenzio que fugien dels sarraïns i d'aquí li va quedar el nom d'illa Bisentina.
A mitjan segle xiii es va convertir en propietat dels senyors de Bisenzio, que després de disputes amb els illencs la van cremar i abandonar. El 1261, Urbà IV va reconquerir l'illa, però el 1333 va ser novament destruïda per Lluís de Baviera qui, acusat d'heretgia, fou excomunicat pel Papa. Va passar a ser propietat dels Farnese des del 1400 i va experimentar un període de gran prosperitat, incorporada en el Ducat de Castro. Va tornar a l'Església fins que al segle xix es va convertir en propietat privada. En l'actualitat pertany a la família aristocràtica del Príncep del Drago, que té un palau a la veïna Bolsena. A l'església dels sants Jaume i Cristòfor (ara en ruïnes) va ser enterrat Pere Lluís Farnese, senyor de Parma i Piacenza, cap militar de fama controvertida.
Durant la Segona Guerra Mundial, l'alzina mil·lenària propera al pont, buida per l'interior, va ser utilitzada pels homes de la família del Príncep del Drago i els seus servents per escapar dels alemanys, una història narrada en una pel·lícula de Carlo Verdone.

### Illa Martana

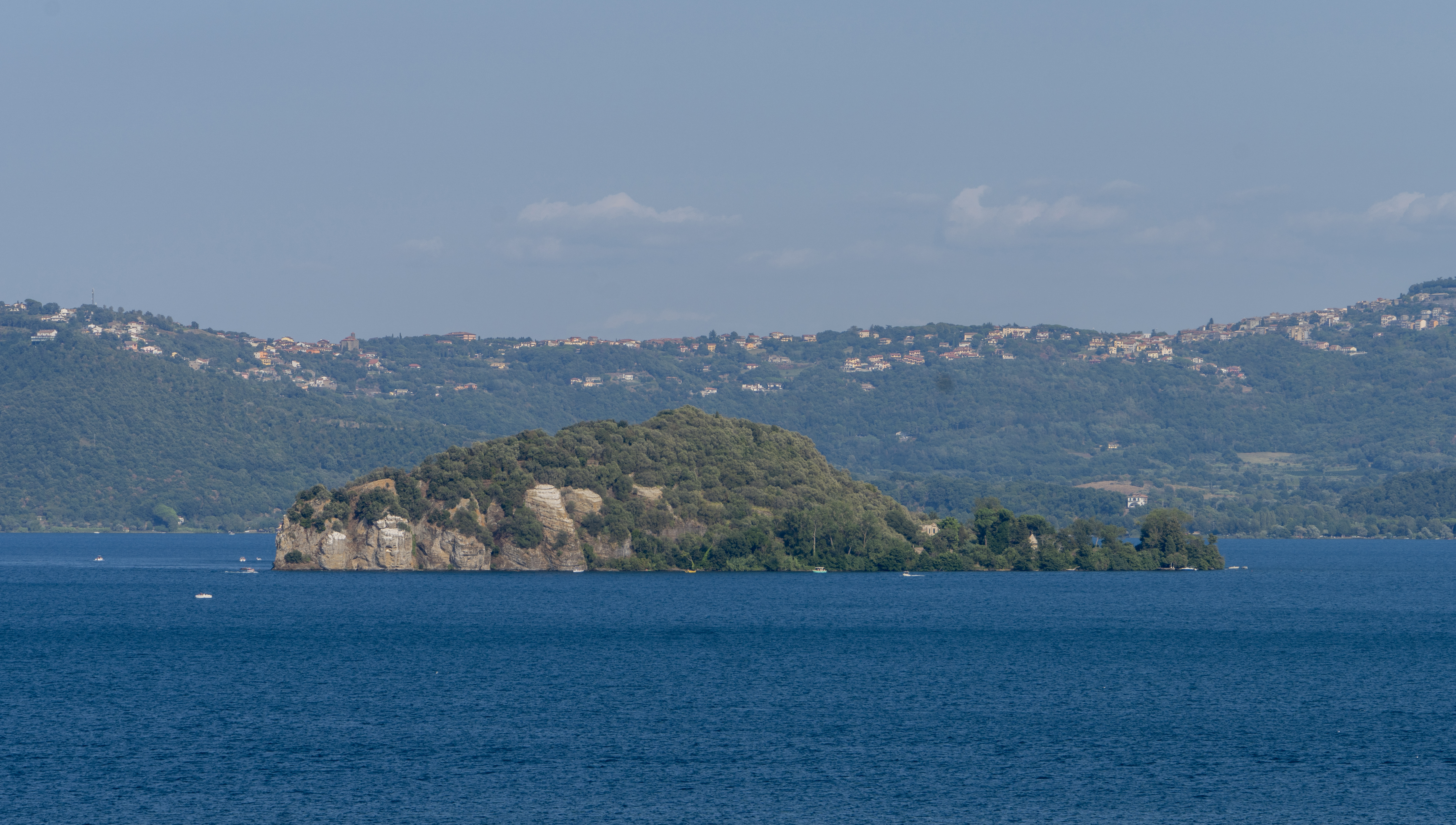
L'illa Martana

Situada davant del nucli habitat del municipi de Marta, està aquesta illa de 10,3 hm².
És l'illa on es van custodiar les despulles de Santa Cristina, durant els atacs dels bàrbars. Va ser també en centre de la tràgica història d'Amalasunta, reina dels gots, que va assumir el poder amb la mort de Teodoric i després d'haver estat portada amb enganys a l'illa i que finalment fou morta pel seu cosó Teodat. En un massís a l'est de l'illa s'ha erigit una placa commemorativa.
L'illa Martana està actualment deshabitada, però hi va haver durant un temps un monestir de l'orde de Sant Agustí. Avui dia és propietat privada i no es permet visitar-a, però es pot circumnavegar amb un vaixell que surt del port de Capodimonte o del de Bolsena.

## Els municipis
Els municipis propers al llac de Bolsena són:
- Bolsena
- Montefiascone
- Marta
- Capodimonte
- Valentano
- Gradoli
- Grotte di Castro
- San Lorenzo Nuovo

El municipi de Latera no té territori que limiti amb les aigües del llac però sovint els visitants s'acosten al se Passo della Montagnola, un pujol amb vistes panoràmiques a tota l'àrea del llac de Bolsena.

## El museu del llac

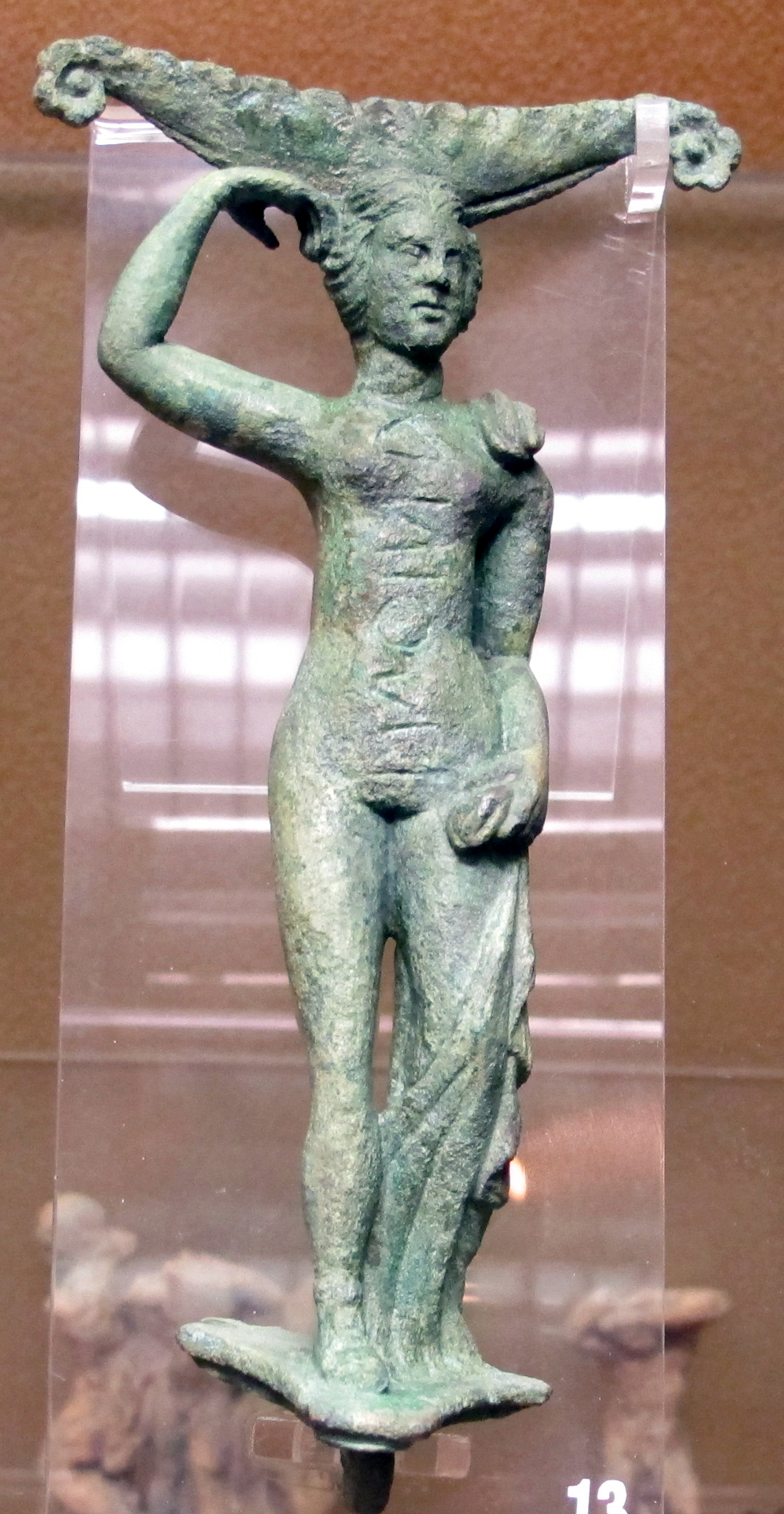
Ansa d'un gerro etrusc (Museu de Bolsena)

El museu del llac de Bolsena es va crear el 1991 a la ciutat de Bolsena. Allà es pot trobar informació sobre els volcans, l'entorn natural i la història de l'ocupació humana d'aquesta zona.

## Problemes mediambientals
El turisme intrusiu, la construcció il·legal, la pesca descontrolada, els residus de fertilitzants agrícoles són les amenaces reals per a l'equilibri ecològic del llac. Delicat equilibri si es pensa que el llac tarda més de 100 anys en renovar completament les seves aigües. Va ser construït recentment un sistema central de clavegueram (l'anomenat "anell") que recull les aigües residuals dels municipis de tot el llac i que s'aboca en un col·lector comú en el riu Marta, però, a causa de la negligència de les administracions locals sovint es produeixen casos de trencaments, com l'estiu del 2005, quan a causa d'un error no aclarit, les clavegueres de la ciutat de Grotte di Castro van abocar al llac, causant la proliferació bacteriana cent vegades superior als límits. Un problema similar es va produir l'estiu del 2011 al municipi de Capodimonte.